# Porphyrophora arnebiae
Porphyrophora arnebiae är en insektsart som först beskrevs av Archangelskaya 1935.  Porphyrophora arnebiae ingår i släktet Porphyrophora och familjen pärlsköldlöss. Inga underarter finns listade i Catalogue of Life.